# Grande Cometa del 1811
La Grande Cometa del 1811, formalmente designata C/1811 F1, è una cometa che fu visibile ad occhio nudo per circa 260 giorni, un record mantenuto fino alla comparsa della Cometa Hale-Bopp nel 1997. Nel mese di ottobre 1811 mostrava una magnitudine apparente pari a 0, con una chioma facilmente visibile.

## Nella cultura di massa
Al termine del secondo libro del romanzo tolstojano Guerra e pace, l'autore descrive il protagonista Pierre che osserva "quella enorme e brillante cometa che, a quanto si diceva, preannunciava ogni sorta di orrori e la fine del mondo". Essa è popolarmente ritenuta come annunciazione dell'invasione napoleonica della Russia (1812) e, tra gli altri eventi, della Guerra anglo-americana del 1812.